# Napoleon Kostanecki (wojskowy)
Napoleon Kostanecki (ur. 13 lutego 1899 w Osmolicach) – rotmistrz Wojska Polskiego, kawaler Orderu Virtuti Militari.

## Życiorys
Urodził się 13 lutego 1899 w majątku Osmolice, w ówczesnym powiecie garwolińskim guberni siedleckiej, w rodzinie Bronisława i Antoniny z Pisków. W 1916, po ukończeniu piątej klasy w gimnazjum w Ostrogu, przeniósł się do gimnazjum polskiego w Żytomierzu. Tam, od października 1916 należał do Polskiej Organizacji Wojskowej. W styczniu 1918 jako uczeń klasy siódmej wstąpił w Kijowie do oddziału partyzanckiego kapitana Ejzerta. Wziął udział we szystkich potyczkach z bolszewikami na drodze do Winnicy, gdzie wstąpił do 3. baterii samodzielnego dywizjonu artylerii konnej Lekkiej Brygady III Korpusu Polskiego.
20 października 1920 w walce pod Sosenką na Wileńszczyźnie został ranny.
Był absolwentem pięciomiesięcznego Kursu Doszkolenia dla chorążych i podchorążych Kawalerii i Wojsk Taborowych w Gnieźnie. 28 maja 1923 prezydent RP mianował go z dniem 1 kwietnia 1923 podporucznikiem rezerwy w korpusie oficerów jazdy i 3. lokatą z równoczesnym wcieleniem do 21 pułku ułanów. 16 listopada 1923 został przemianowany z dniem 1 listopada 1923 na oficera zawodowego w stopniu podporucznika ze starszeństwem z 1 stycznia 1923 i 1. lokatą w korpusie oficerów jazdy. 13 lutego 1925 prezydent RP awansował go z dniem 1 lutego 1925 na porucznika w korpusie oficerów kawalerii ze starszeństwem z dniem 1 stycznia 1925 i 1. lokatą.
Z dniem 14 kwietnia 1925 został przeniesiony do Korpusu Ochrony Pogranicza i przydzielony do 17 szwadronu kawalerii. 1 kwietnia 1930 został przeniesiony z KOP do 10 pułku ułanów w Białymstoku. 22 lutego 1934 prezydent RP nadał mu z dniem 1 stycznia 1934 stopień rotmistrza w korpusie oficerów kawalerii i 18. lokatą. W marcu tego roku dowodził szwadronem, a w marcu 1939 pełnił służbę na stanowisku oficera mobilizacyjnego pułku.
W czasie kampanii wrześniowej służył w Ośrodku Zapasowym Kawalerii „Białystok”. 23 września 1939 znalazł się na terytorium Republiki Litewskiej, a później dostał się do niewoli niemieckiej i został osadzony w Stalagu I A. Następnie został przeniesiony do Oflagu XII A Hadamar, a 20 maja 1942 do Oflagu VII A Murnau.
Był żonaty, miał córkę Krystynę (ur. 1926).

## Ordery i odznaczenia
- Krzyż Srebrny Orderu Wojskowego Virtuti Militari nr 2649 – 1921[1][17][18]
- Srebrny Krzyż Zasługi[13][19]
- Medal Pamiątkowy za Wojnę 1918–1921[1]
- Medal Dziesięciolecia Odzyskanej Niepodległości[1]
- Medal Zwycięstwa[1]
- łotewski Medal Pamiątkowy 1918-1928 – 6 sierpnia 1929[20][1]